# Kurt Diez
Kurt Diez (* 13. März 1915 in Stuttgart; † 6. April 1974 in Tettnang) war ein deutscher Kommunalpolitiker und der letzte Landrat (CDU) des Landkreises Tettnang.

## Leben
Nach dem Abitur (1934) am Reformrealgymnasium in Stuttgart und dem Arbeitsdienst studierte er von 1934 bis 1938 Rechtswissenschaften mit anschließendem Referendariat und wurde 1940 zum Dr. jur. promoviert. Von 1940 bis 1946 leistete er Militärdienst und war dann in Gefangenschaft. 1947 legte er die Große juristische Staatsprüfung ab und wurde zunächst Richter in Tübingen. Kurz darauf trat er als Beamter in die Innenverwaltung des ehemaligen Landes Württemberg-Hohenzollern. 1950 wurde er Stellvertreter des Landrats in Tettnang, 1953 Verkehrsreferent im Regierungspräsidium Tübingen. 1954 wurde er wieder stellvertretender Landrat und von 1957 bis zur Bildung des Bodenseekreises im Jahre 1972 durch die Kreisreform war er Landrat in Tettnang. 1973 wurde er in den einstweiligen Ruhestand versetzt.
Neben seiner Tätigkeit als Landrat wirkte er als Dozent an der Verwaltungsschule Haigerloch und als stellvertretender Vorsitzender des kommunalen Arbeitgeberverbandes. Diez war von 1934 bis 1971 Mitglied der Studentenverbindung A.V. Igel Tübingen.